# Odyssée d'un paysan à Paris
Odyssée d'un paysan à Paris je francouzský němý film z roku 1905. Režisérem je Charles-Lucien Lépine (1859–1941). Film trvá zhruba 8 minut.

## Děj
Film zachycuje rolníka, který se rozhodne vydat do Paříže, aby tam prodal dva králíky. Velkoměsto ho ohromí, což Pařížanům způsobí legraci. Když v ZOO přesune svou pozornost na krmení slonů, malý chlapec mu z košíku oba dva králíky ukradne a uteče. Farmář si myslí, že zlodějem je muž vedle něj, a fyzicky ho proto napadne, čehož si všimne strážník, který ho za to odvede do vězení.